# 株洲九方中学
株洲九方中学前身为铁道部株洲电力机车工厂所办的“田心铁路子弟第一中学”，简称“田铁一中”或是"一中"，位于湖南省株洲市田心。始建于1956年。2001年，被评为湖南省重点中学.
主要招收该厂职工子弟就读初中与高中，内设初中部与高中部。该厂至八十年代时共有两所供子弟就读的普通中学，分别为简称为"一中" 和"二中"，其后该厂的“田心铁路子弟第二中学”改为技校，因此"一中"更名为“田心铁路子弟中学”，简称为“田心铁中”。其后因电力机车工厂从铁道部中分离（厂名不再冠“铁道部”），工厂改名为九方集团，故中学改名为“田心九方中学”。
2007年，中学从工厂划出归株洲市教育系统，改为现名。